# دروازه چین (فیلم ۱۹۹۸)
دروازه چین (به انگلیسی: China Gate) فیلمی هندی به کارگردانی راجکومار سانتوشی است که در سال ۱۹۹۸ منتشر شد.